# Sefardska sinagoga u Tuzli
Sefardska sinagoga u Tuzli, sinagoga Židova Sefarda.
Starijeg je nastanka od aškenaške. Još u vrijeme austro-ugarskog zaposjedanja u Tuzli je živjela mala skupina od 17 Sefarda koja je još tada imala svoju sinagogu i židovsku općinu. Nalazila se u Židovskoj ulici. Preživjela je antižidovske izgrede u Drugome svjetskom ratu. U prizemlju su nekad bile prostorije rabinata, društvene prostorije. S obzirom na to da su vlasti stanove u toj zgradi koji su i danas vlasništvo židovske općine prodala ljudima koji su u njima već stanovali, židovska općina želi zamjenske prostore. Zbog takve situacije, ne nalaze se u svojim prostorima, nego u uredu, pa tako Židovi danas u Tuzli nemaju svoju sinagogu, a nekada su imali dvije.